# Guillermo Avello
Guillermo Andrés Avello Valladares  (Coronel, Chile; 18 de julio de 1996) es un futbolista chileno, se desempeña como Defensa y actualmente milita en San Luis de la Primera B de Chile.

## Trayectoria
Producto de las inferiores de Universidad de Concepción, debutó con el equipo profesional el 17 de mayo de 2014 ante Rangers. Entre 2016 y 2017, fue jugador de Fernández Vial, para la temporada 2018 defender los colores de Independiente de Cauquenes. Durante el verano de 2019 estuvo a prueba en Ñublense, logrando quedar en el equipo que un año más tarde se coronó como campeón de la Primera B de Chile.
Para la temporada 2021 fue refuerzo de Deportes Puerto Montt, pasando al año siguiente a formar parte de Deportes Valdivia. En noviembre de 2022, fue anunciado como nuevo jugador de San Marcos de Arica, que el año 2023 participará en la Primera B chilena.
En enero de 2024 es anunciado como nuevo jugador de Deportes Limache de la Primera B.

## Clubes
| Club                       | País  | Año       |
| -------------------------- | ----- | --------- |
| Universidad de Concepción  | Chile | 2014-2015 |
| Arturo Fernández Vial      | Chile | 2016-2017 |
| Independiente de Cauquenes | Chile | 2018      |
| Ñublense                   | Chile | 2019-2020 |
| Deportes Puerto Montt      | Chile | 2021      |
| Deportes Valdivia          | Chile | 2022      |
| San Marcos de Arica        | Chile | 2023      |
| Deportes Limache           | Chile | 2024      |
| San Luis                   | Chile | 2025-Act. |

## Palmarés

### Campeonatos nacionales
| Título    | Club     | País  | Año  |
| --------- | -------- | ----- | ---- |
| Primera B | Ñublense | Chile | 2020 |